# Wengelsdorf
Wengelsdorf là một đô thị thuộc huyện Burgenland, bang Sachsen-Anhalt, Đức. Đô thị Wengelsdorf có diện tích 5,89 km², dân số thời điểm ngày 31 tháng 12 năm 2006 là 905 người.